# میرزا ژومبا
میرزا ژومبا (انگلیسی: Mirza Džomba؛ زادهٔ ۲۸ فوریهٔ ۱۹۷۷) بازیکن هندبال اهل کرواسی بود.